# توکیو میو میو
توکیو میو میو (به انگلیسی: Tokyo Mew Mew) (ژاپنی: 東京ミュウミュウ) یک مجموعه مانگای ژاپنی است که توسط Reiko Yoshida نوشته و توسط Mia Ikumi تصویرگری شده‌است. در ابتدا برای مجله شوجو ناکایوشی از سپتامبر ۲۰۰۰ تا فوریه ۲۰۰۳ به چاپ رسید و فصل‌های آن در هفت جلد در قالب تانکوبون نیز منتشر شد. این مجموعه توسط استودیوی پیرو در ۵۲ قسمت انیمه اقتباس شد و در ۳ فوریه ۲۰۰۲، در تلویزیون آیچی و تی‌وی توکیو در ژاپن به نمایش درآمد؛ قسمت آخر در ۲۹ مارس ۲۰۰۳ پخش شد.

## خلاصه داستان
داستان دربارهٔ پنج دختر است که به آنان DNA حیوانات تزریق می‌شود و قدرت ویژه ای به دست می‌آورند و می‌توانند به «میو میوز» (Mew Mews) تبدیل شوند. به رهبری ایچیگو مومومیا (Ichigo Momomiya)، دختران از زمین در برابر بیگانگانی که مایل به «بازپس‌گیری» آن هستند، محافظت می‌کنند.
دنباله دو جلدی مانگا به نام Tokyo Mew Mew à la Mode، از فوریه ۲۰۰۲ تا ژانویه ۲۰۰۳ سریال سازی شد. دو بازی ویدیویی نیز برای این سری ساخته شده: یک بازی ماجراجویی معمایی برای گیم بوی ادونس و یک بازی ویدئویی نقش‌آفرینی برای پلی‌استیشن.

## تاریخچه
در ابتدا شرکت توکیوپوپ مجوز انتشار مجموعه مانگا را برای انتشار نسخه انگلیسی زبان در آمریکای شمالی به دست آورد و مجموعه کامل اصلی و همچنین دنباله آن را منتشر کرد. توکیوپوپ با شرکت کمیسان کودانشا قصد داشت که این مجموعه را با ترجمه جدید در سپتامبر ۲۰۱۱ دوباره منتشر کند. شرکت ۴کیدز انترتینمنت مجوز پخش مجموعه برای آمریکای شمالی را با نام Mew Mew Power به دست آورد. ۲۳ قسمت از مجموعه Mew Mew Power که به شدت ویرایش و دوبله شده بود از تلویزیون 4Kids در ایالات متحده پخش شد در حالی که ۲۶ قسمت از تلویزیون وای‌تی‌وی در کانادا پخش شد. ۴کیدز انترتینمنت نتوانست مجوز پخش ۲۶ قسمت باقیمانده سریال را بدست آورد بنابراین نتوانست پخش مجموعه را کامل کند. آنها هرگز این مجموعه را به ویدیوی خانگی منتشر نکرده‌اند.
با استقبال خوب خوانندگان انگلیسی زبان، در اوایل ماه‌های انتشار، چندین جلد از مجموعه مانگا در ۵۰ لیست برتر فروش رمان‌های گرافیکی ظاهر شد. منتقدان، این مانگا را به عنوان یک سریال زیبا و سرگرم‌کننده با سبک‌های روان و طراحی‌های شخصیت نام بردند. اقتباس انیمیشن هنگام پخش در ژاپن امتیازات بالایی را به دست آورد. علی‌رغم انتقاد به ویرایش گسترده که بسیاری از عناصر ژاپنی را حذف کرد، دوبله Mew Mew Power در طول پخش خود به بالاترین امتیاز شرکت 4Kids تبدیل شد.
به مناسبت ۲۰ سالگی مانگا، انیمه اقتباسی جدیدی با عنوان Tokyo Mew Mew Newمعرفی شد. بعداً مشخص شد که این یک مجموعه تلویزیونی است و قرار است که در سال ۲۰۲۲ اکران شود.